# Gneisenaustraße
Die Gneisenaustraße ist eine Straße im Berliner Ortsteil Kreuzberg. Sie verläuft im Westen am Mehringdamm als Verlängerung der Yorckstraße und geht im Osten am Südstern in die Straße Hasenheide über. Damit ist sie Teil einer der wichtigsten West-Ost-Verkehrsachsen im südlichen Zentrum Berlins.

## Beschreibung, Geschichte
In der Mitte der sechsstreifigen Straße verläuft seit 1924  eine breite, von Bäumen und Büschen gesäumte Trasse, unter der die  U-Bahn fährt, heute als Linie U7. Auf Höhe der Kreuzungen mit der Zossener und der Mittenwalder Straße befinden sich die beiden Ausgänge des U-Bahnhofs Gneisenaustraße.

### 19. Jahrhundert
Seit 1861 gehört diese Gegend zu Berlin, sie war damals Teil der Tempelhofer Vorstadt. Die darin zu bauenden Straßen wurden im 1862 genehmigten Hobrecht-Plan festgelegt. Die Gneisenaustraße sollte Teil des Generalszug gradlinig einem repräsentativen Platz führen. Sie wurde am 31. Oktober 1864 benannt nach dem preußischen Generalfeldmarschall August Wilhelm Anton Graf Neidhardt von Gneisenau. Damals verworfene Namensvorschläge waren Neue Promenade und Obergürtel-Straße.
Zunächst wurde nur das westliche Stück bis zur Schleiermacherstraße gebaut und bebaut, dahinter war ein Kasernengelände. 1886 wurde eine Straßenbahnlinie gebaut, die knickte hinter der Kaserne in die Baerwaldstraße ab und fuhr weiter in Richtung Stadtmitte. Der östliche Teil der Straße der bis zum heutigen Südstern entstand erst um 1890. 

### 21. Jahrhundert
Die Fraktion von Bündnis 90/Die Grünen brachte 2019 einen Antrag zur „Entmilitarisierung des öffentlichen Raums“ in die Bezirksverordnetenversammlung Friedrichshain-Kreuzberg ein, um einen öffentlichen Diskurs und Beteiligungsprozess über eine mögliche Umbenennung der Gneisenaustraße und den anderen im Bezirk nach Generälen und Schlachten benannten Straßen und Plätze zu initiieren.

## Bemerkenswertes in der Straße

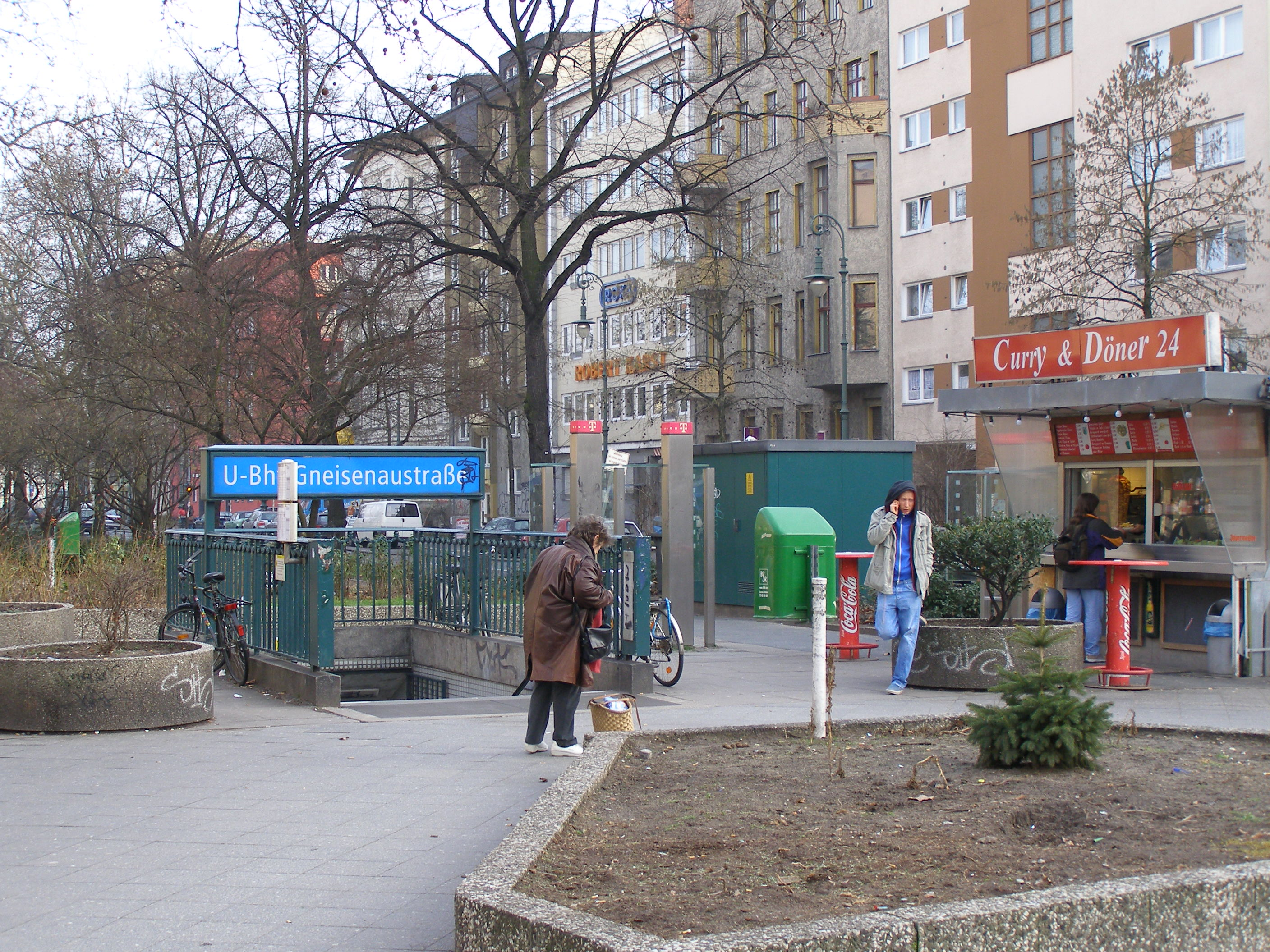
Westlicher Eingang zum U-Bahnhof Gneisenaustraße (an der Zossener Straße)

In der Gneisenaustraße 2a befindet sich der Mehringhof, ein alternatives Projekt- und Kulturzentrum.
Die Straße ist jedes Jahr ein Routenteil des Umzugs im Rahmen des Karnevals der Kulturen.
Der Wohn- und Fabrikkomplex in der Gneisenaustraße 27 wurde im Jahr 1900 errichtet. In früheren Jahren befanden sich hier unter anderem kleinere und größere Fabriken wie eine Messinglinienfabrik und Schriftgießerei, die Armaturen-Apparate-Fabrik Preschona von A. Meyer oder eine Lampenfabrik (alle 1943). Von 1949 bis 2013 diente das fünfgeschossige Gebäude als Produktionsstätte der Firma ROKA Robert Karst GmbH & Co. KG, die Steckverbindungen für die Autoindustrie fertigte, die danach einen neuen Standort bezog.
Im Jahr 2014 erwarb die US-Organisation Council of International Educational Exchange (CIEE) den Gebäudekomplex und ließ ihn als Institut ausbauen. Die CIEE organisiert seit 1947 Studentenaustausche und Auslandspraktika für junge Menschen und unterhielt bis dato ein Studien-Zentrum für 30 Personen in Berlin-Mitte und natürlich weitere Zentren in anderen Ländern. Hier in der Gneisenaustraße 27 entstand eine Bildungsstätte für 700 junge Amerikaner, die ein Jahr lang in Kreuzberg lernen. Dem Management gelang es, Gastprofessoren zu verpflichten, die Kurse wie Internationale Beziehungen, Kultur- und Sprachwissenschaften, Journalismus, Neue Medien oder Gesundheitswissenschaften leiten. Eine Zusammenarbeit erfolgte bereits vor der Eröffnung mit der Hochschule für Recht und Wirtschaft aus Wilmersdorf und dem Touro-College in Charlottenburg, weitere größere Universitätseinrichtungen sollen mit einbezogen werden. Der Komplex wurde planmäßig im Herbst 2015 fertig und im Beisein des US-Botschafters John B. Emerson offiziell eingeweiht. Zunächst zogen 120 junge Amerikaner hier ein.
Nach weiterem Ausbau sollen in dem fünfetagigen Fabrikgebäude auch etwa 200 Wohnheimplätze bezugsfertig sein und insgesamt bis zu 700 Personen lernen. Die Finanzierung aller Käufe und Arbeiten erfolgte durch die CIEE mit ihren angeschlossenen 340 Universitäten und Hochschulen, die auch die Kursgebühren tragen.
Der Gewerbehof der Gewerbesiedlungs-Gesellschaft in der Gneisenaustraße 66/67 wurde 1908 als Wohnhaus errichtet. Lediglich im hinteren Teil des Grundstücks befanden sich damals erste Gewerbebauten. Seit dem 21. Jahrhundert sind in den nur noch als Geschäftshäuser genutzten Bauten die unterschiedlichsten Branchen vertreten.
In der Gneisenaustraße sind einige historische inzwischen denkmalgeschützte Häuser erhalten, das sind:
- Nummer 6a und 7a aus den Jahren 1864/1865,[11]
- Nummer 7: Schulgebäudekomplex, bestehend aus fünf verschiedenen Lehreinrichtungen der Baujahre 1880/1881,[12]
- Nummer 8 aus dem Jahr 1864,[13]
- Nummer 9 aus dem Jahr 1865,[14]
- Nummer 44/45, Mietshäuser und eine kleine Fabrik aus dem Jahr 1899,[15]
- Nummern 52 und 52/52a, Mietshäuser aus den Jahren 1898/1899.[16]

Auf den Arealen zwischen der Schleiermacherstraße und der Baerwaldstraße befinden sich beidseitig der Gneisenaustraße Sportplätze, die außer durch zwei nahe gelegene Schulen teilweise auch durch Sportvereine genutzt werden.